# A Mãe e a Puta
A Mãe e a Puta (em francês: La maman et la putain)  é um filme francês de 1973, realizado por Jean Eustache. Esta primeira longa-metragem de Eustache é considerada a sua obra-prima.
O filme concentra-se no estilo de vida confuso e ambivalente de três jovens, do pós-Maio de 1968, que se encontram envolvidos num triângulo amoroso.

## Sinopse
Paris, verão de 1972. Alexandre, um jovem desempregado, mantém uma relação aberta com a sua namorada Marie, que o sustenta e o acolhe em sua casa. Após uma tentativa falhada de reconciliação com Gilberte, o seu antigo amor, Alexandre conhece Veronika, uma promíscua enfermeira polaca. Ele apresenta-a a Marie, e os três acabam envolvidos num ménage à trois. Embora Marie afirme ser indiferente a esta relação entre os outros dois, ela rapidamente muda de opinião quando percebe que Alexandre está apaixonado por Veronika, levando assim a um distanciamento crescente entre Marie e Alexandre.

## Elenco
- Jean-Pierre Léaud… Alexandre
- Bernadette Lafont… Marie
- Françoise Lebrun… Veronika
- Isabelle Weingarten… Gilberte
- Jacques Renard… amigo de Alexandre

## Banda sonora
1. "Ich weiß, es wird einmal ein Wunder gescheh'n" — Zarah Leander
2. "Un souvenir" — Damia
3. "La Belle Hélène" - Jacques Offenbach
4. "Concerto for Group and Orchestra" — Deep Purple
5. "Falling in Love Again" — Marlene Dietrich
6. "La Chanson des Fortifs" — Fréhel
7. "Requiem" — Mozart
8. "Les Amants de Paris" — Édith Piaf

## Premiações
Festival de Cinema de Cannes 1973 (França)
| Prémio                         | Resultado |
| ------------------------------ | --------- |
| Prémio FIPRESCI                | Venceu    |
| Grande Prémio Especial do Júri | Venceu    |
| Palma de Ouro                  | Indicado  |